# Челюсти: Месть
«Че́люсти: Месть» (англ. Jaws: The Revenge, Jaws 4) — американский фильм ужасов 1987 года, поставленный режиссёром Джозефом Сарджентом как четвёртое продолжение фильма «Челюсти». Из-за критики третьего фильма франшизы «Челюсти: Месть» были выстроены как прямое продолжение «Челюсти 2», игнорирующее события фильма «Челюсти 3». В прокате фильму сопутствовал коммерческий успех, хотя он также был разгромлен критиками, и часто упоминается как один из худших фильмов всех времен.
Фильм посвящен овдовевшей Эллен Броуди и её убежденности в том, что большая белая акула мстит её семье, особенно когда убивает её сына, и следует за ней на Багамы. Фильм был снят на натуре в Новой Англии и на Багамах и завершен на съёмочной площадке Universal. Как и в первых двух фильмах, Мартас-Винъярд был местом расположения вымышленного острова Эмити для начальных сцен.

## Сюжет
Сюжет фильма разворачивается спустя 13 лет после первого фильма.
Шон Броуди отправляется в рождественскую ночь на лодке, чтобы вытащить бревно из канала, но подвергается нападению акулы и погибает.
К Эллен Броуди прилетает её старший сын Майкл. В разговоре выясняется, что Мартин Броуди, муж Эллен и отец Майкла и Шона, умер от инфаркта. Мать запрещает сыну подходить к воде. После похорон Шона Эллен перелетает жить к Майклу на Багамы. Майкл направляется на исследование в океан. Там он замечает акулу и решает поймать её. Майкл и его помощник Джейк выбрасывают рыбу за борт и привлекают акулу, которая потом уплывает.
Новым возлюбленным Эллен Броуди становится пилот Хагги. Во время открытия пляжа дочь Майкла, Тия, отправляется купаться на банане. Неожиданно хищник нападает и съедает девушку с этого банана.
Эллен берёт судно и отправляется убивать акулу.
Майк и Джейк замечают пропажу Эллен, и Хагги оказывает им помощь, взяв их на борт своего самолёта. Самолёт приземляется на воду, и Майкл с Джейком забираются на судно с Эллен. Вдруг акула нападает на самолёт с Хагги, лежащим в воде. Хагги чудом остаётся в живых. Джейк берёт радиоприёмник и усовершенствует его, чтобы подбросить его акуле и взорвать. Акула нападает и хватает Джейка вместе с приёмником. Майкл берёт второй приёмник и сводит монстра с ума. Судно сталкивается с акулой, и хищницу разносит взрывом (в театральной/телевизионной версии она просто сталкивается с судном и, поверженная, тонет). Судно тонет, и все оказываются за бортом. Майкл видит чудом выжившего Джейка.
После, в городе Хагги отвозит на самолёте Эллен домой.

## В ролях
| Актёр               | Роль                |
| ------------------- | ------------------- |
| Лоррейн Гэри        | Эллен Броди         |
| Лэнс Гест           | Майкл Броди         |
| Марио Ван Пиблз     | Джейк               |
| Майкл Кейн          | Ходжи Ньюком        |
| Карен Янг           | Карла Броди         |
| Джудит Барси        | Теа Броди           |
| Линн Уитфилд        | Луиза               |
| Митчелл Андерсон    | Шон Броди           |
| Джей Мелло          | Шон Броди в детстве |
| Кедрик Скотт        | Кларенс             |
| Чарльз Боулег       | Уильям              |
| Мелвин Ван Пиблс    | мистер Уизерспун    |
| Мери Смит           | Тиффани             |
| Эдна Биллотто       | Полли               |
| Фритзил Джей Кортни | миссис Тафт         |

## Выпуск
Фильм вышел летом 17 июля 1987 года, где он дебютировал на 3-м месте, уступив Робокопу и повторному показу Белоснежки и семи гномов. В первые выходные фильм собрал 7 154 890 долларов. Челюсти: Месть был первым фильмом серии, выпущенным на DVD.
В прокате фильм оказался коммерчески успешным, хотя из всех фильмов серии «Челюсти» собрал самый низкий кассовый доход.
Universal Pictures выпустила Челюсти: Месть на Blu-ray 14 июня 2016 года. Бонусными функциями на диске являются театральный трейлер фильма и восстановленная оригинальная театральная концовка в высоком разрешении.

## Критика
Фильм был крайне негативно встречен критиками. На сайте-агрегаторе Rotten Tomatoes фильм получил рейтинг одобрения 0 % со средним рейтингом 2,7 из 10.
На сайте Metacritic средневзвешенный балл, полученный на основании рецензий 15 критиков, составил 15 из 100, а вердикт сайта — «подавляющая неприязнь». Entertainment Weekly как один из «25 худших сиквелов, когда-либо созданных». Он был признан 22-м номером читателями журнала Empire в их списке 50 худших фильмов за всю историю.